# Эрконберт
Эрконбе́рт (англ. Eorcenberht; умер 14 сентября 664) — король Кента в 640—664 годах из Кентской династии.

## Биография
Хотя Эрконберт и был младшим сыном Эдбальда и Эммы Австразийской, он занял престол в обход старшего брата Эрменреда. Эрконберт был первым королём англосаксов, приказавшим отказаться от идолов и уничтожить их во всём Кентском королевстве; он также своей властью велел соблюдать сорокадневный пост. Чтобы его приказы не нарушались, он ввёл для ослушников суровые наказания.
Брат его после тяжелой болезни умер и перед его смертью Эрконберт обещал оставить корону его детям, но обещания своего не сдержал, возможно, из-за преждевременной смерти.
От своей жены Сексбурги, старшей дочери короля восточных англов Анны, Эрконберт имел двух сыновей, Эгберта I и Хлотхера, и двух дочерей. Старшая — Эрменильда — была выдана замуж за короля Мерсии Вульфхера, а другая — Эрконгота (Эркенгота) — была пострижена в монахини монастыря Бриге (Бри), недалеко от Парижа. В то время монастырей в землях англов было ещё мало и многие отправлялись в обители франков, чтобы стяжать благодать монашеской жизни, или же посылали своих дочерей обучаться там и готовиться к постригу.
Эрконберт правил двадцать четыре года и несколько месяцев и умер 14 июля 664 года, оставив престол своему сыну Эгберту I.